# Tyshawn Sorey
Tyshawn Sorey (né le 8 juillet 1980) est un batteur et auteur-compositeur américain. Il est lauréat du prix Pulitzer de musique en 2024.

## Biographie
Son travail a fait l'objet de chroniques dans The Wire, The New York Times, The Village Voice, The New Yorker,, Modern Drummer et Down Beat. En août 2009, Sorey se voit offrir la possibilité de programmer un mois de concerts à The Stone, salle de concert new-yorkaise de John Zorn. En 2012, il est sélectionné en tant que compositeur pour le Festival Other Minds.
Sorey grandit à Newark, dans le New Jersey et va à la Newark Arts High School. Titulaire du "Baccalauréat en Musique Jazz" de l'université William Paterson, d'un "Master en composition" de l'Université Wesleyan, et d'un "Doctorat en Arts Musicaux et Composition" de l'Université de Columbia, il rejoint la faculté de la Wesleyan comme Professeur de Musique-Assistant, à l'automne 2017. Il se voit remettre la même année le prix MacArthur "Génie".
Sorey a sorti plusieurs albums en tant que leader, y compris That/Not (Firehouse 12 Records, 2007), Koan (482 Music, 2009), Oblique (Pi, 2011), Alloy (Pi, 2014), The Inner Spectrum of Variables (Pi, 2016), Verisimilitude (Pi, 2017), et Pillars (Pi, 2018). 
Il a enregistré et joué avec Wadada Leo Smith, Steve Coleman, Anthony Braxton, John Zorn, Steve Lehman, Joey Baron, Muhal Richard Abrams, Pete Robbins, Cory Smythe, Kris Davis, Vijay Iyer, Dave Douglas, Butch Morris, et Sylvie Courvoisier.
En 2024, il reçoit le prix Pulitzer de musique pour Adagio (for Wadada Leo Smith). 

## Discographie

### En tant que leader
- That/Not (2007)
- Koan (2009)
- Oblique – I (2011)
- Alloy (2014)
- The Inner Spectrum of Variables (2016)
- Verisimilitude (2017)
- Pillars (2018)

### En tant que co-leader
Avec Fieldwork
- Door (2008)

### En tant que sideman
Avec Samuel Blaser
- Pieces of Old Sky (2009)

Avec David Binney
- Lifted Land (2013)

Avec Anthony Braxton
- Trillium E (2011)

Avec Steve Coleman
- Harvesting Semblances and Affinities (2010)
- The Mancy of Sound (2011)

Avec Kris Davis et Ingrid Laubrock
- Paradoxical Frog (2010)
- Union (2012)

Avec Armen Donelian
- Leapfrog (2011)

Avec Alexandra Grimal
- Andromeda (2012)

Avec Henry Grimes, Roberto Pettinato et Dave Burrell
- Purity (2012)

Avec Vijay Iyer
- Blood Sutra (Artists House, 2003)
- Far From Over (ECM, 2017)

Avec Max Johnson
- Quartet (2012)

Avec Lauer Large
- Konstanz Suite (2009)

Avec Ingrid Laubrock
- Serpentines (2016)

Avec Steve Lehman
- Demian as Posthuman (2005)
- On Meaning (2007)
- Travail, Transformation and Flow (2009)
- Mise en Abîme (2014)

Avec Roscoe Mitchell
- Duets with Tyshawn Sorey and Special Guest Hugh Ragin (Wide Hive, 2013)
- Bells for the South Side (ECM, 2017)

Avec Pascal Niggenkemper
- Pasàpas (2008)
- Urban Creatures (2010)

Avec Timuçin Şahin
- Bafa (2009)
- Inherence (2012)

Avec Samo Salamon
- Kei's Secret (2006)

Avec Som Sum Sam
- Beauty Under Construction (2005)

Avec Craig Taborn
- Flaga: Book of Angels Volume 27 (Tzadik, 2016) composé par John Zorn

Avec John Zorn
- In the Hall of Mirrors (Tzadik, 2014)
- Valentine's Day (Tzadik, 2014)
- Hen to Pan (Tzadik, 2015)